# Dent (Ohio)
Dent es un lugar designado por el censo ubicado en el condado de Hamilton en el estado estadounidense de Ohio. En el Censo de 2010 tenía una población de 10497 habitantes y una densidad poblacional de 683,46 personas por km².

## Geografía
Dent se encuentra ubicado en las coordenadas 39°11′32″N 84°39′34″O / 39.19222, -84.65944. Según la Oficina del Censo de los Estados Unidos, Dent tiene una superficie total de 15.36 km², de la cual 15.36 km² corresponden a tierra firme y (0%) 0 km² es agua.

## Demografía
Según el censo de 2010, había 10497 personas residiendo en Dent. La densidad de población era de 683,46 hab./km². De los 10497 habitantes, Dent estaba compuesto por el 95.69% blancos, el 1.32% eran afroamericanos, el 0.06% eran amerindios, el 1.56% eran asiáticos, el 0.01% eran isleños del Pacífico, el 0.32% eran de otras razas y el 1.03% pertenecían a dos o más razas. Del total de la población el 1.11% eran hispanos o latinos de cualquier raza.

## Poblaciones mes cercanas
El siguiente diagrama muestra las poblaciones más cercanas.